# Whalan, New South Wales
Whalan este o suburbie în Sydney, Australia.